# Kanton Saint-Varent
Kanton Saint-Varent is een voormalig kanton van het Franse departement Deux-Sèvres. Kanton Saint-Varent maakte deel uit van het arrondissement Bressuire en telde 5434 inwoners (1999). Het werd opgeheven bij decreet van 18 februari 2014 met uitwerking op 22 maart 2015

## Gemeenten
Het kanton Saint-Varent omvatte de volgende gemeenten:
- Coulonges-Thouarsais
- Geay
- Glénay
- La Chapelle-Gaudin
- Luché-Thouarsais
- Luzay
- Pierrefitte
- Sainte-Gemme
- Saint-Varent (hoofdplaats)